# Tomaspis clarivenosa
Tomaspis clarivenosa är en insektsart som beskrevs av Jacobi 1908. Tomaspis clarivenosa ingår i släktet Tomaspis och familjen spottstritar. Inga underarter finns listade i Catalogue of Life.